# Great Ellingham
Great Ellingham es una localidad situada en el condado de Norfolk, en Inglaterra (Reino Unido). Tiene una población estimada, a mediados de 2020, de 847 habitantes.
Está ubicada al noreste de la región Este de Inglaterra, cerca de la ciudad de Norwich —la capital del condado— y de la costa del mar del Norte.